# Inscrição de Siloé

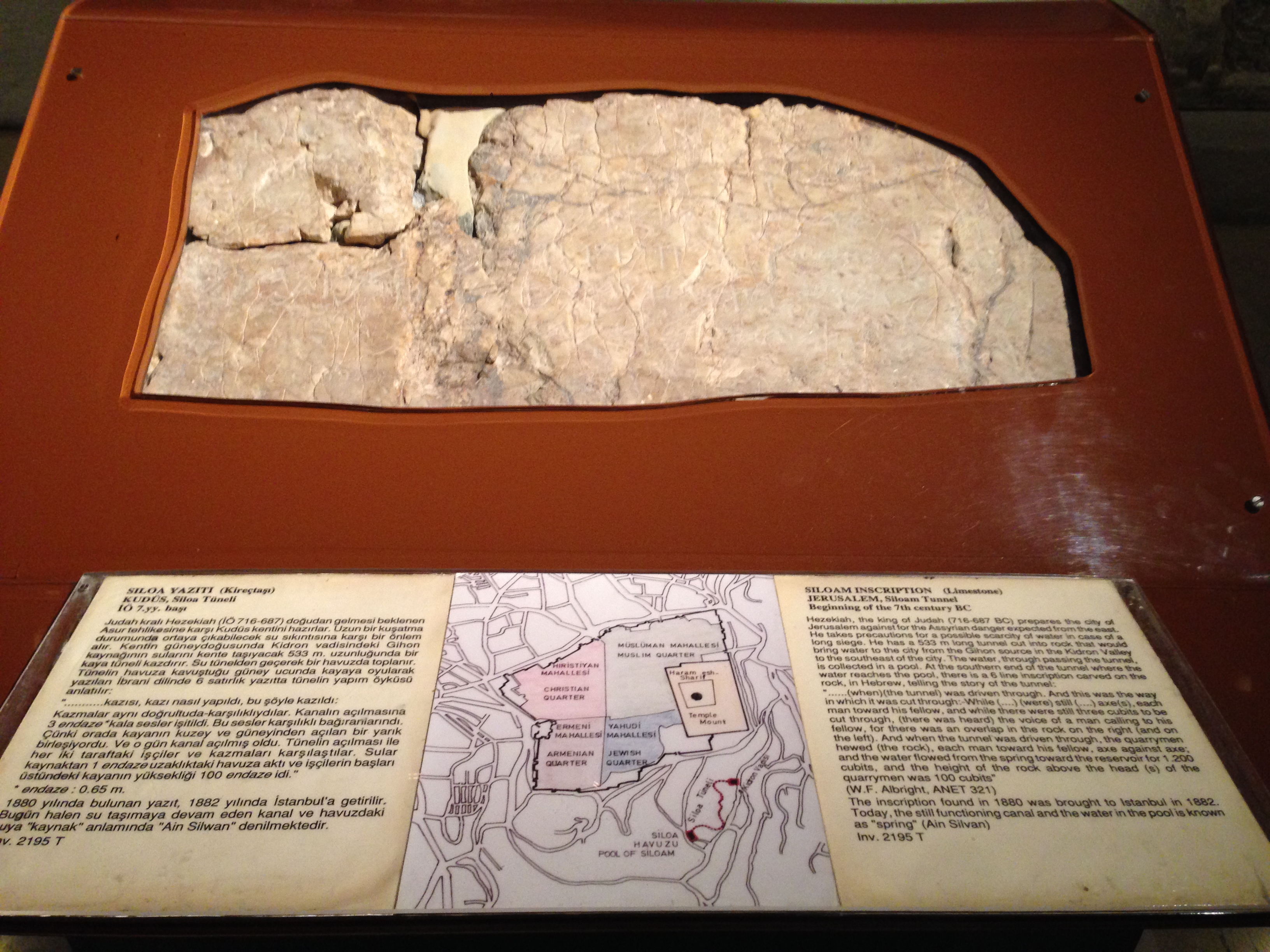
Exibido no Museus de Arqueologia de Istambul

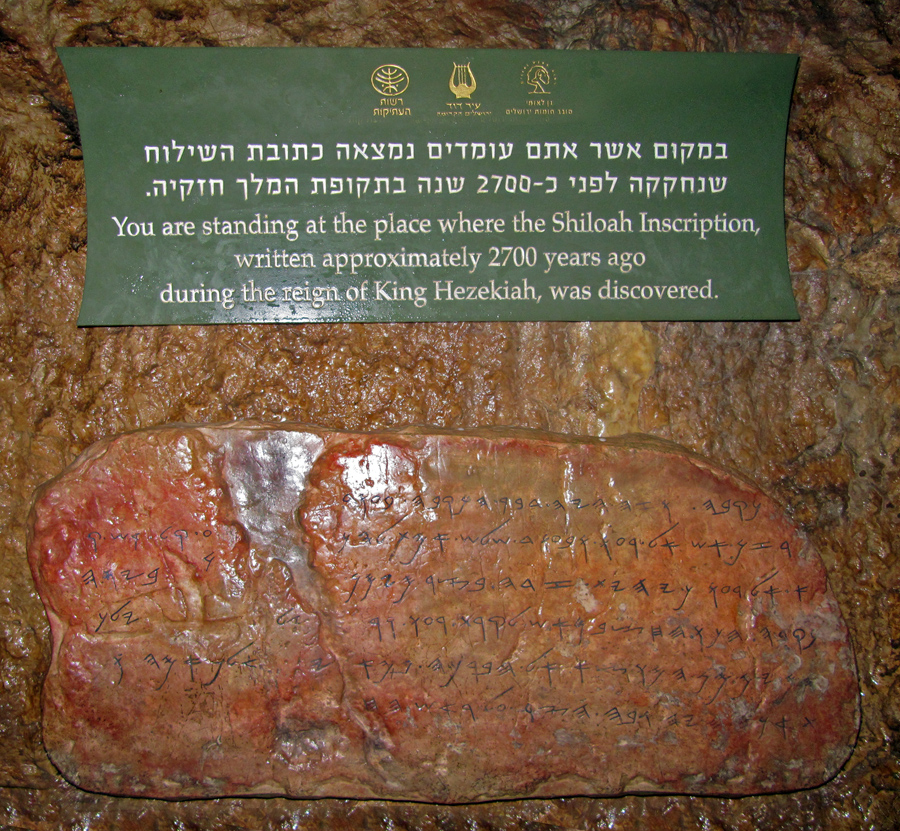
Cópia da inscrição, colocada perto da posição original dentro do túnel de Hezekiah, 2010

A inscrição de Siloé ou Inscrição de Shiloah (כתובת השילוח) ou Inscrição de Silwan é uma passagem de texto inscrito, encontrada originalmente no Túnel de Ezequias (que supria água da Fonte de Giom para a Piscina de Siloé na parte leste de Jerusalém). Descoberto em 1880, a inscrição regista a construção do túnel no século VIII a.C. Encontra-se entre os registos mais antigos escritos na língua hebraica, usando-se o alfabeto Paleo-Hebraico. 

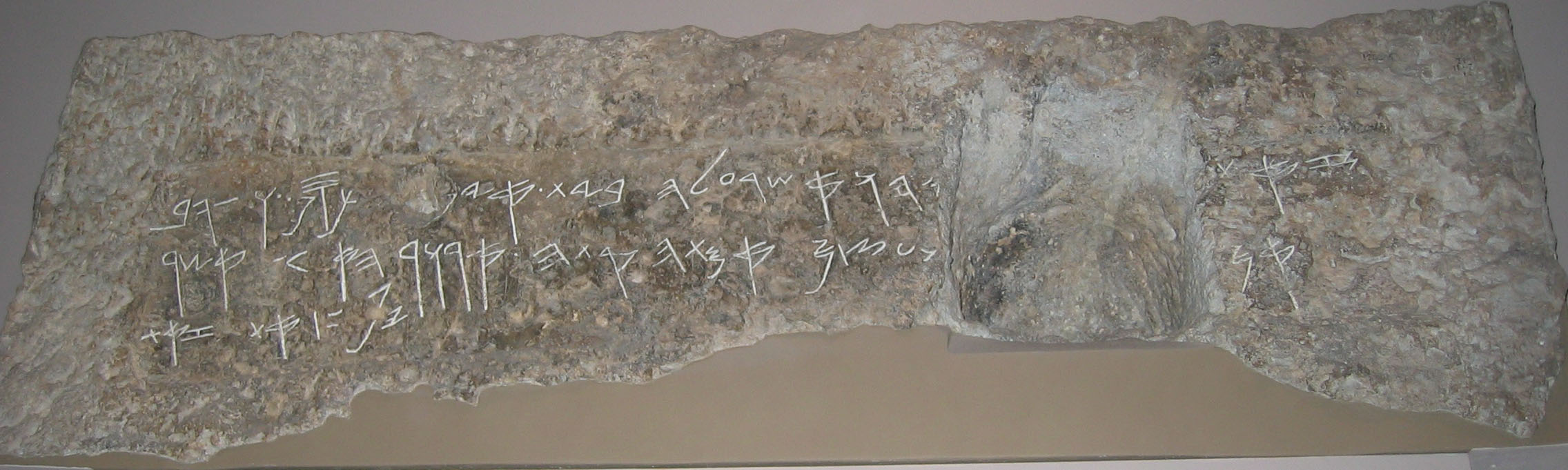
A inscrição de Shebna, outro achado arqueológico em paleo-hebraico esculpido em pedra, também encontrada em Jerusalém

## História da descoberta

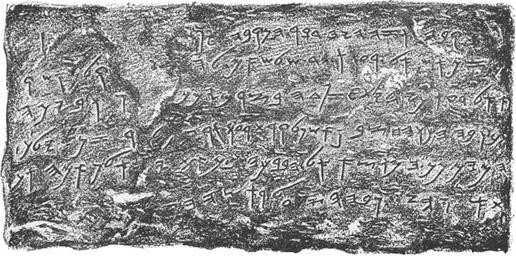
Inscrição em alfabeto Paleo-Hebraico

Apesar do túnel de Ezequias ter sido muito pesquisado durante século XIX por arqueólogos eminentes, como o Dr. Edward Robinson, Charles Wilson, e Charles Warren, faltou descobrir toda a inscrição, provavelmente devido aos depósitos minerais acumulados que atrapalharam a visibilidade. De acordo com o Easton's Bible Dictionary (1897), alguns jovens que andavam acima do Túnel de Ezequias perto da extremidade da Piscina de Siloé, teriam descoberto a inscrição numa pedra no lado oriental, aproximadamente 19 pés no túnel. 
A inscrição de Siloé foi cortada da parede do túnel em 1891 e quebrada em fragmentos; mas estes foram recuperados pelos esforços do cônsul britânico em Jerusalém, e foram colocados no museu do Antigo Oriente em Istambul.

## O túnel
Em 1899, um outro túnel, também conduzindo da fonte de Giom à área do Reservatório de siloé, mas por uma rota mais direta, foi encontrado. Este último túnel é conhecido agora como o canal médio da idade do bronze, (devido a sua idade estimada); Determinou-se que foi construído por volta de 1800 a.C. (na Idade do Bronze). É essencialmente uma vala profunda de 20 pés na terra, onde depois a construção foi coberta por grandes lajes da rocha ( escondidas na folhagem). É mais estreito, mas ainda pode-se andar em grande parte de todo seu comprimento. Além disso à saída, perto do túnel de siloé, a canaleta tinha diversas saídas pequenas que molhavam os jardins do Vale da torrente do Cédron. O Túnel de Ezequias age como uma recolocação para este canal, mas a facilidade para que um assaltante descubra as lajes da cobertura é um ponto fraco. 
O Túnel de Ezequias, descoberto em 1838 pelo académico bíblico americano Edward Robinson, pode ser visto e percorrido em toda a sua extensão actualmente.

### História
Ofel em Jerusalém, está numa montanha, e é naturalmente defensível de quase todos os lados, mas sofre do inconveniente que sua fonte principal da água fresca, a fonte de Giom, fica ao lado do penhasco ao contrário do vale do Cédron. Isto apresenta uma fraqueza militar principalmente para os muros da cidade, que para ser suficientemente defensiva, deve necessariamente deixar de fora a fonte de Giom, assim a cidade ficaria sem uma fonte de água fresca em caso de sítio. A Bíblia registra que no tempo do rei Ezequias (século XIII a.C.), que a temível Assíria teria sitiado à cidade, obstruindo a água de fonte fora da cidade e desviando-lhe através de uma canaleta no Túnel de Ezequias.

## Tradução
Ilegível no início, devido aos depósitos de sujeira, mas o professor A.H. Sayce foi o primeiro a fazer uma tentativa de leitura, e o texto foi limpo mais tarde com uma solução ácida que faz a leitura mais legível. A inscrição contem 6 linhas, de qual a primeira é danificada. As palavras são separadas por pontos. Somente a palavra na terceira linha é de tradução duvidosa - talvez devido a uma rachadura. A passagem lê:
Esta inscrição registra a construção do túnel de Ezequias, e é usada ao se comparar datas de outras inscrições hebraicas encontradas. De acordo com o texto, o trabalho começou em ambas as extremidades simultaneamente e prosseguiu até que os construtores se encontraram no meio. 